# Hermitage (Pensilvania)
Hermitage es una ciudad ubicada en el condado de Mercer en el estado estadounidense de Pensilvania. En el año 2010 tenía una población de 16,220 habitantes y una densidad poblacional de 212 personas por km².

## Geografía
Hermitage se encuentra ubicada en las coordenadas 41°13′57″N 80°27′38″O / 41.23250, -80.46056.

## Demografía
Según la Oficina del Censo en 2000 los ingresos medios por hogar en la localidad eran de $39,454 y los ingresos medios por familia eran $46,994. Los hombres tenían unos ingresos medios de $41,506 frente a los $25,217 para las mujeres. La renta per cápita para la localidad era de $23,227. Alrededor del 8.2% de la población estaba por debajo del umbral de pobreza.